# Đo áp suất

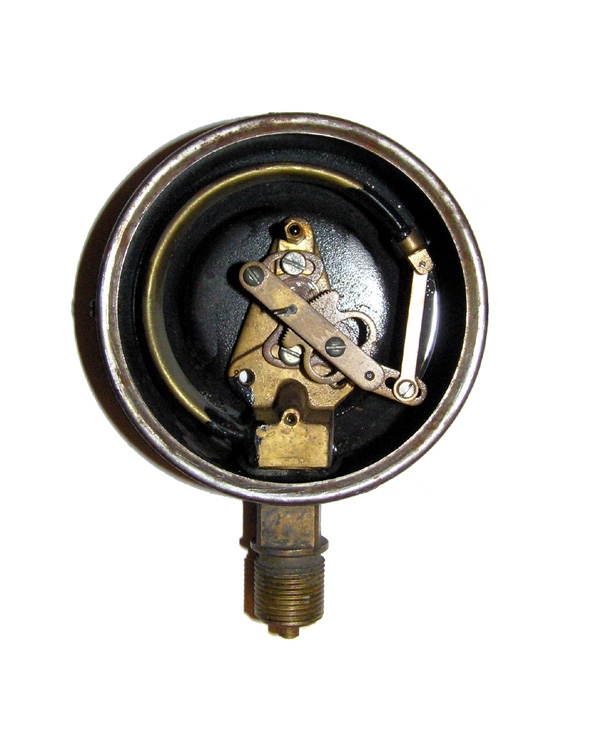
Cấu trúc của một ống đo bourdon, các yếu tố xây dựng được làm bằng đồng thau brass

Nhiều kỹ thuật đã được phát triển cho các phép đo áp suất và chân không. Dụng cụ được sử dụng để đo áp suất được gọi là đồng hồ đo áp suất hoặc đồng hồ đo chân không hoặc áp kế.
Một "'áp kế"' cũng có thể được đề cập đến một dụng cụ đo áp suất, thường được giới hạn để đo áp suất gần đến khí quyển. Thuật ngữ "áp kế" thường được sử dụng để chỉ cụ thể để các dụng cụ cột chất lỏng thủy tĩnh.
Đo chân không được sử dụng để đo lường áp suất trong chân không mà được chia thành hai tiểu thể loại, chân không cao và thấp (và đôi khi chân không cực cao). Phạm vi áp suất áp dụng của một số kỹ thuật được dùng để đo chân không có sự chồng chéo lên nhau. Do đó, bằng cách kết hợp nhiều loại khác nhau của đánh giá, nó có thể để đo áp suất hệ thống liên tục từ 10 mbar xuống đến 10  -11  mbar.

## Áp suất tuyệt đối, áp suất tương đối và chênh lệch áp suất - tham chiếu không
Mặc dù áp suất không có một số lượng tuyệt đối, các phép đo áp suất hàng ngày, chẳng hạn như đối với áp suất lốp, thường liên quan đến áp lực không khí xung quanh. Trong các trường hợp khác đo được thực hiện tương đối so với một máy hút bụi hoặc một số tài liệu tham khảo khác. Khi phân biệt giữa các tài liệu tham khảo không, các từ ngữ dưới đây được sử dụng:
Áp suất tuyệt đối là số không tham khảo đối với một chân không hoàn hảo, vì vậy nó là bằng nhau để đánh giá áp suất cộng với áp suất khí quyển.
Áp suất tương đối là số không tham chiếu chống lại áp suất không khí môi trường xung quanh, do đó, nó bằng áp suất tuyệt đối trừ áp suất khí quyển. Dấu hiệu tiêu cực thường bị bỏ qua.
Chênh lệch áp suất là sự khác biệt trong áp suất giữa hai điểm.
Các tài liệu tham khảo không được sử dụng thường được ngụ ý bởi bối cảnh, và những từ này được thêm vào chỉ khi làm rõ là cần thiết. áp suất lốp và huyết áp được đánh giá áp suất theo quy ước, trong khi áp suất khí quyển, áp lực chân không sâu, và áp suất độ cao phải được tuyệt đối. Các chênh lệch áp suất thường được sử dụng trong các hệ thống quá trình công nghiệp. Đồng hồ đo chênh lệch áp suất có hai cổng đầu vào, kết nối với một trong những khối lượng có áp suất là để được theo dõi. Trong thực tế, như đánh giá thực hiện các hoạt động toán học của phép trừ thông qua các phương tiện cơ khí, sự cần thiết của một nhà điều hành hoặc hệ thống kiểm soát để xem hai đồng hồ đo riêng biệt và xác định sự khác biệt trong bài đọc. Áp suất chân không trung bình thường không rõ ràng, vì chúng có thể đại diện cho áp suất tuyệt đối hoặc áp suất tương đối mà không có một dấu âm. Vì vậy, một chân không của 26 đánh giá inHg là tương đương với một áp suất tuyệt đối của 30 inHg (điển hình áp suất khí quyển) - 26 inHg = 4 inHg.
Áp suất khí quyển thường khoảng 100 kPa ở mực nước biển, nhưng có thể thay đổi độ cao và thời tiết. Nếu áp suất tuyệt đối của một chất lỏng vẫn không đổi, áp suất tương đối của cùng một chất lỏng sẽ thay đổi như thay đổi áp suất khí quyển. Ví dụ, khi một chiếc xe hơi ổ đĩa lên một ngọn núi (làm giảm áp lực không khí trong khí quyển), áp suất lốp (đánh giá) tăng lên. Một số tiêu chuẩn điều kiện nhiệt độ và áp suất  tiêu chuẩn giá trị của áp suất khí quyển như 101,325 kPa hay 100 kPa đã được xác định, và một số dụng cụ sử dụng một trong các giá trị tiêu chuẩn như một tham chiếu không liên tục thay vì áp suất thực tế thay đổi không khí xung quanh. Điều này làm suy yếu tính chính xác của các công cụ này, đặc biệt là khi được sử dụng ở độ cao lớn.
Sử dụng khí quyển như tham chiếu thường được biểu thị bằng một (g) sau khi đơn vị áp suất ví dụ 30 psi g, có nghĩa là áp lực đo được áp suất tổng trừ đi áp suất khí quyển. Có hai loại áp lực tham khảo đánh giá: đánh giá thông hơi (VG) và đánh giá niêm phong (sg).
Một đánh giá thông hơi áp suất ví dụ như cho phép áp suất không khí bên ngoài để được tiếp xúc với mặt tiêu cực của màng cảm biến áp lực, thông qua cáp hoặc lỗ thông hơi ở phía bên của thiết bị, do đó nó luôn luôn biện pháp áp lực gọi đến môi trường xung quanh áp suất khí quyển. Như vậy, một tài liệu tham khảo đánh giá thông hơi cảm biến áp lực nên luôn luôn đọc áp lực không khi quá trình áp lực kết nối được tổ chức mở cửa cho không khí.
Niêm phong tài liệu tham khảo đánh giá là rất tương tự ngoại trừ áp suất không khí được bịt kín trên mặt tiêu cực của cơ hoành. Điều này thường được thông qua trên phạm vi áp suất cao như thủy lực thay đổi áp suất khí quyển sẽ có tác động không đáng kể về tính chính xác của đọc, do đó, trút là không cần thiết. Điều này cũng cho phép một số nhà sản xuất để cung cấp ngăn chặn áp lực thứ cấp như là một biện pháp phòng ngừa thêm cho an toàn thiết bị áp lực nếu áp lực bùng nổ chính áp lực cảm biến hoành vượt qua.
Có một cách khác để tạo ra một tài liệu tham khảo đánh giá niêm phong và điều này là con dấu cao chân trên mặt trái của cơ hoành cảm biến. Sau đó, tín hiệu đầu ra được bù đắp do đó, các cảm biến áp suất đọc gần như bằng không khi đo áp suất khí quyển.
Một tài liệu tham khảo đánh giá niêm phong áp lực đầu dò sẽ không bao giờ đọc chính xác không bởi vì áp suất khí quyển là luôn luôn thay đổi và các tài liệu tham khảo trong trường hợp này là cố định tại 1 quán bar.
Một áp suất tuyệt đối đo lường được gọi tới tuyệt đối chân không. Ví dụ tốt nhất của một tham chiếu tuyệt đối áp lực là áp lực không khí hoặc khí áp.
Để tạo ra một tuyệt đối áp lực cảm biến nhà sản xuất sẽ có con dấu chân không cao phía sau màng cảm biến. Nếu quá trình kết nối áp lực của một máy phát áp suất tuyệt đối với không khí, nó sẽ đọc thực tế áp lực khí quyển.

## Các đơn vị
| x t s  | Pascal (Pa) | Bar (bar)      | Atmosphere kỹ thuật (at) | Atmosphere (atm) | Torr (Torr)        | Pound trên inch vuông (psi) |
| ------ | ----------- | -------------- | ------------------------ | ---------------- | ------------------ | --------------------------- |
| 1 Pa   | ≡ 1 N/m2    | 10−5           | 1,0197×10−5              | 9,8692×10−6      | 7,5006×10−3        | 145,04×10−6                 |
| 1 bar  | 100000      | ≡ 106 dyne/cm2 | 1,0197                   | 0,98692          | 750,06             | 14,504                      |
| 1 at   | 98.066,5    | 0,980665       | ≡ 1 kgf/cm2              | 0,96784          | 735,56             | 14,223                      |
| 1 atm  | 101.325     | 1,01325        | 1,0332                   | ≡ 1 atm          | 760                | 14,696                      |
| 1 torr | 133,322     | 1,3332×10−3    | 1,3595×10−3              | 1,3158×10−3      | ≡ 1 Torr; ≈ 1 mmHg | 19,337×10−3                 |
| 1 psi  | 6.894,76    | 68,948×10−3    | 70,307×10−3              | 68,046×10−3      | 51,715             | ≡ 1 lbf/in2                 |

Ví dụ:  1 Pa = 1 N/m2  = 10−5 bar  = 10,197×10−6 at  = 9,8692×10−6 atm, vân vân.

Ghi chú:  mmHg là viết tắt của milimét thủy ngân (millimetre Hydragyrum).
SI đơn vị áp suất pascal (Pa), bằng một newton mỗi mét vuông (N·m−2 hoặc kg·m −1·s −2). Tên này đặc biệt cho các đơn vị đã được bổ sung vào năm 1971, trước đó, áp lực trong SI được thể hiện trong các đơn vị như N/m². Khi chỉ định, các tài liệu tham khảo không được ghi trong ngoặc đơn vị, ví dụ 101 kPa (abs). pound mỗi inch vuông (psi) vẫn còn trong sử dụng rộng rãi ở Mỹ và Canada, đặc biệt là đối với xe ô tô. Chữ A thường được gắn cho đơn vị psi để chỉ ra tham chiếu không của đo lường; psia tuyệt đối, psig tương đối, psid chênh áp, mặc dù thực tế điều này không được khuyến khích bởi NIST 
Bởi vì áp suất thường được đo bằng khả năng của mình để thay một cột chất lỏng trong một áp kế, áp suất thường được biểu diễn như là độ sâu của một chất lỏng đặc biệt (ví dụ như inches nước). Các lựa chọn phổ biến nhất là thủy ngân (Hg) và nước; nước là không độc và có sẵn, trong khi Mercury mật độ cho phép cho một cột ngắn hơn (và do đó, một áp kế nhỏ hơn) để đo lường một được áp lực.
Mật độ chất lỏng và lực hấp dẫn địa phương có thể khác nhau từ một đọc khác tùy thuộc vào các yếu tố địa phương, do đó, chiều cao của cột chất lỏng không định nghĩa áp lực một cách chính xác. Khi 'milimét thủy ngân' hoặc 'in-sơ thủy ngân được trích dẫn ngày hôm nay, các đơn vị này không dựa trên một cột vật chất của thủy ngân, thay vào đó, họ đã có được định nghĩa chính xác có thể được thể hiện trong các điều khoản của các đơn vị SI. Các đơn vị nước thường giả định một trong các định nghĩa cũ của kg là trọng lượng của một lít nước .
Mặc dù không còn được ưa chuộng bởi các chuyên gia đo lường, những "đơn vị manometric vẫn còn gặp phải trong nhiều lĩnh vực.  [cm nước cm nước vẫn còn phổ biến. Khí tự nhiên áp lực đường ống được đo bằng inch của nước, thể hiện như "WC" ("Nước Cột ') thợ lặn Scuba thường sử dụng một manometric quy tắc của ngón tay cái:. áp lực tác dụng bởi mười mét chiều sâu của nước là khoảng bằng một bầu không khí Trong các hệ thống chân không, các đơn vị torr, micromet thủy ngân (micron), và inch thủy ngân (inHg) được sử dụng phổ biến nhất. Torr và micron thường chỉ ra một áp lực tuyệt đối, trong khi inHg thường chỉ ra một áp kế.
Áp suất khí quyển thường được tuyên bố bằng cách sử dụng kilopascal (kPa), hoặc bầu khí quyển (atm), ngoại trừ ở khí tượng Mỹ hectopascal (hPa) và millibar (mbar) được ưa thích. Trong kỹ thuật của Mỹ và Canada, sức căng thường được đo lường bằng kíp. Lưu ý rằng sức căng không phải là một áp lực thực sự vì nó không phải là đại lượng vô hướng. Trong hệ thống cgs các đơn vị áp lực barye (ba), bằng 1 dyn·cm −2. hệ thống mst, các đơn vị áp lực pieze, bằng 1 sthene cho mỗi mét vuông.
Nhiều đơn vị khác lai được sử dụng chẳng hạn như mmHg/cm² hoặc grams-force/cm² (đôi khi kg/cm² và g/mol2 mà không cần xác định các đơn vị lực lượng). Sử dụng các tên kg, gram, kg lực, hoặc gram-lực (hoặc biểu tượng của họ) như một đơn vị của lực lượng cấm trong SI, đơn vị của lực lượng trong SI là niutơn (N).

## Áp suất tĩnh và động
Áp suất tĩnh thống nhất trong tất cả các hướng, vì vậy phép đo áp lực độc lập chỉ đạo trong một chất lỏng bất động sản (tĩnh). Dòng chảy, tuy nhiên, áp dụng thêm áp lực trên các bề mặt vuông góc với hướng dòng chảy, trong khi có ít tác động trên bề mặt song song với hướng dòng chảy. Thành phần này hướng áp lực trong một chất lỏng chuyển động (dynamic) được gọi là áp suất động. Một công cụ phải đối mặt với hướng dòng chảy các biện pháp tổng hợp của áp lực tĩnh và năng động, đo lường này được gọi là áp suất tổng trì trệ áp lực. Kể từ khi áp suất động được tham chiếu đến áp suất tĩnh, nó không phải là đánh giá cũng không tuyệt đối, đó là một chênh lệch áp suất.
Trong khi đo áp suất tĩnh là quan trọng hàng đầu để xác định tải ròng trên bức tường ống, áp suất động, được sử dụng để đo tốc độ dòng chảy và tốc độ bay. Áp suất động có thể được đo bằng cách dùng áp lực khác biệt giữa công cụ song song và vuông góc với dòng chảy.  ống Pi-tô tĩnh, ví dụ như thực hiện phép đo này trên máy bay để xác định tốc độ bay. Sự hiện diện của các thiết bị đo chắc chắn hoạt động để chuyển hướng dòng chảy và tạo ra sự hỗn loạn, vì vậy hình dạng của nó là rất quan trọng đến độ chính xác và những đường cong hiệu chuẩn thường phi tuyến tính.

### Ứng dụng
- Đo độ cao
- Phong vũ biểu
- Cảm biến MAP
- Ống Pi-tô
- Máy đo huyết áp

## Các dụng cụ
Nhiều dụng cụ đã được phát minh để đo áp suất, có lợi thế và nhược điểm khác nhau. Áp lực, phản ứng nhạy cảm, năng động và chi phí tất cả đều thay đổi tùy theo một số đơn đặt hàng của cường độ từ một thiết kế cụ tiếp theo. Các loại lâu đời nhất là cột chất lỏng (một ống thẳng đứng chứa đầy thủy ngân) áp kế phát minh bởi Evangelista Torricelli năm 1643.
Ống chữ U được phát minh bởi Christian Huygens năm 1661.

### Thủy tĩnh
Các đồng hồ đo thủy tĩnh (chẳng hạn như áp kế cột thủy ngân) so sánh áp lực thủy tĩnh trên một đơn vị diện tích tại cơ sở của một cột của chất lỏng. Thủy tĩnh đo đánh giá độc lập của các loại khí được đo, và có thể được thiết kế để có một hiệu chuẩn rất tuyến tính. Họ có phản ứng kém năng động.

#### Piston
Piston loại cân đồng hồ đo áp lực của một chất lỏng với một mùa xuân (ví dụ như đo áp suất lốp độ chính xác tương đối thấp) hoặc trọng lượng chất rắn, trong trường hợp này nó được biết đến như một trọng tải thử có thể được sử dụng để hiệu chỉnh đồng hồ đo khác.

#### Cột lỏng

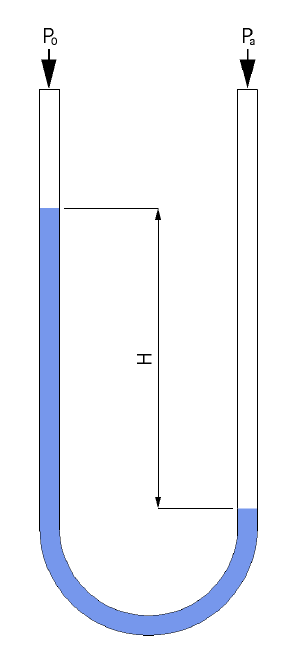
Sự khác biệt về chiều cao chất lỏng trong một áp kế cột chất lỏng là tỷ lệ thuận với sự khác biệt áp lực.

Đồng hồ đo cột chất lỏng bao gồm một cột dọc của chất lỏng trong ống có kết thúc được tiếp xúc với các áp lực khác nhau. Cột này sẽ tăng hay giảm cho đến khi trọng lượng của nó là ở trạng thái cân bằng với sự khác biệt giữa áp suất giữa hai đầu ống. Một phiên bản rất đơn giản là một ống hình chữ U-nửa đầy đủ chất lỏng, một bên là kết nối với các khu vực quan tâm trong khi tham khảo áp lực (có thể áp suất khí quyển hoặc một chân không) được áp dụng khác. Sự khác biệt về mức chất lỏng đại diện cho áp lực áp dụng. Áp lực tác dụng bởi một cột chất lỏng của chiều cao "h" và mật độ "ρ" được cho bởi phương trình áp lực thủy tĩnh, "P" = "hgρ". Do đó, chênh lệch áp suất giữa áp lực áp dụng "P a" và áp lực tham khảo "P0" trong một áp kế ống chữ U có thể được tìm thấy bằng cách giải quyết "P a" - "P0" = "hgρ. Nói cách khác, áp lực trên hai đầu của chất lỏng (thể hiện trong màu xanh trong hình bên phải) phải được cân đối (kể từ khi chất lỏng tĩnh) và như vậy "Pa"="P0 " +" hgρ. Nếu chất lỏng được đo là đặc đáng kể, sửa chữa thủy tĩnh có thể có được thực hiện cho chiều cao giữa các bề mặt di chuyển của chất lỏng áp kế làm việc và vị trí đo áp suất là mong muốn trừ khi đo sự khác biệt giữa áp lực của chất lỏng (ví dụ như qua một lỗ tấm hoặc venturi), trong trường hợp mật độ ρ nên được sửa chữa bằng cách trừ đi các mật độ của chất lỏng được đo 
Mặc dù bất kỳ chất lỏng có thể được sử dụng, thủy ngân được ưa thích cho mật độ cao (13,534 g/cm 3) và áp suất hơi thấp. Đối với khoản chênh lệch áp suất thấp cao hơn áp suất hơi nước, nước thường được sử dụng (và "inch nước" là một đơn vị áp suất thông thường). Cột đồng hồ đo áp lực chất lỏng độc lập của các loại khí được đo và có một hiệu chuẩn cao tuyến tính. Họ có phản ứng năng động nghèo. Khi đo chân không, các chất lỏng làm việc có thể bay hơi và gây ô nhiễm môi trường chân của nó áp suất hơi là quá cao. Khi đo áp lực chất lỏng, một vòng lặp chứa đầy khí hoặc chất lỏng ánh sáng có thể cô lập các chất lỏng để ngăn chặn chúng từ pha trộn, nhưng điều này có thể không cần thiết, ví dụ như khi thủy ngân được sử dụng như chất lỏng áp kế để đo áp lực khác biệt của một chất lỏng như nước. Đồng hồ đo thủy tĩnh đơn giản có thể đo áp lực khác nhau, từ một vài Torr (một vài 100 Pa) đến một vài bầu khí quyển. (Khoảng 1.000.000 Pa)
Một chi duy nhất-áp kế cột chất lỏng có một hồ chứa lớn hơn thay vì một bên của ống-U và có quy mô bên cạnh cột hẹp hơn. Các cột có thể có khuynh hướng khuếch đại hơn nữa phong trào chất lỏng. Dựa trên việc sử dụng và cơ cấu loại hình sau đây áp kế được sử dụng 

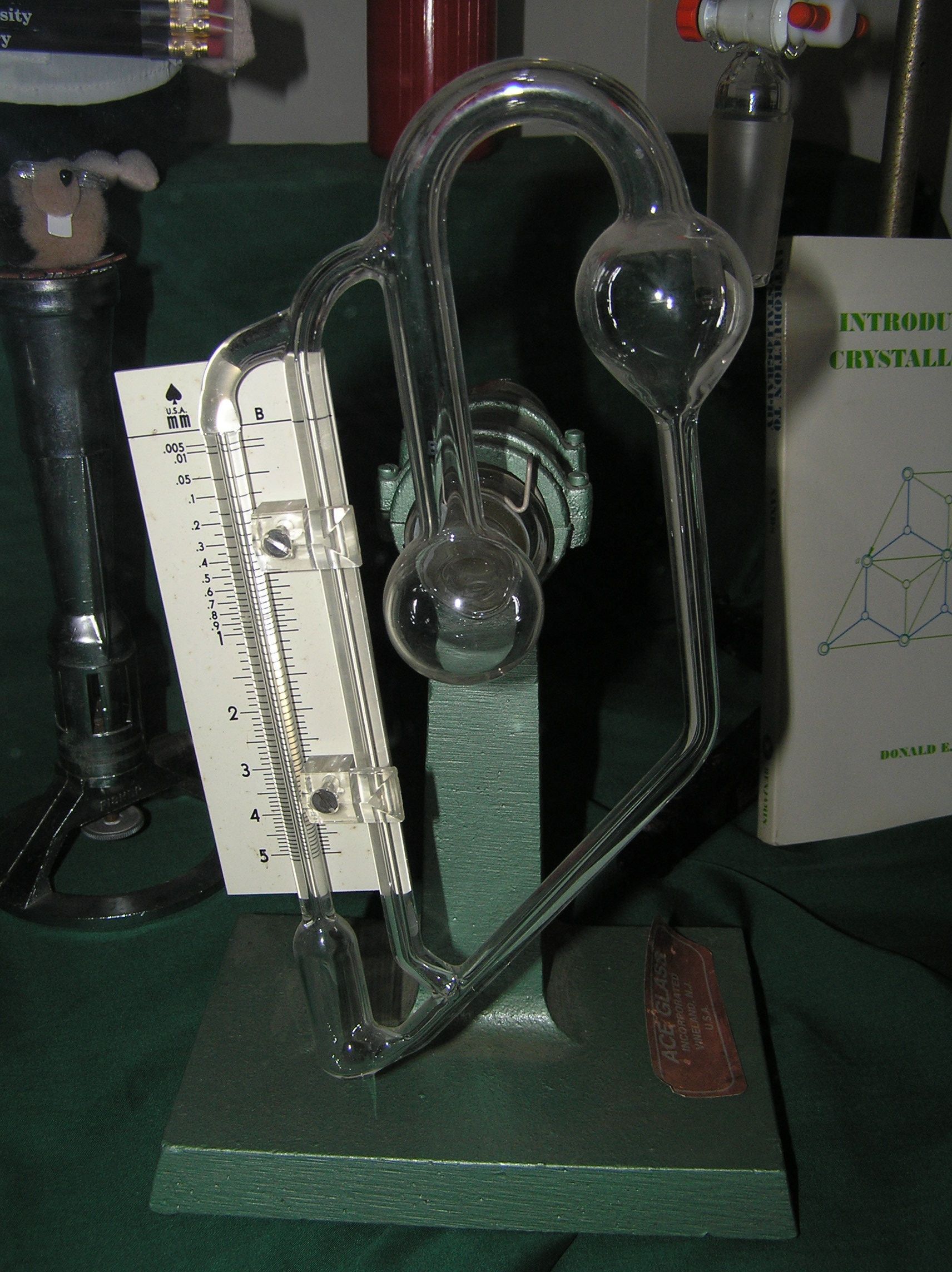
Một đánh giá McLeod, để ráo nước của thủy ngân

1. Áp kế đơn giản
2. Vi áp kế
3. Sai áp kế
4. Inverted áp kế khác biệt

#### McLeod đánh giá
McLeod đánh giá phân lập một mẫu khí và nén nó trong một áp kế thủy ngân được sửa đổi cho đến khi áp lực là một vài mmHg. Khí phải được cư xử tốt trong quá trình nén của nó (nó không phải ngưng tụ, ví dụ). Kỹ thuật này là chậm và không phù hợp để giám sát liên tục, nhưng có khả năng độ chính xác cao.
Phạm vi hữu ích: trên 10 -4 torr  (khoảng 10  -2 pa)
0,1 mPa là đo trực tiếp thấp nhất của áp lực đó là có thể với công nghệ hiện tại. Đồng hồ đo chân không khác có thể đo áp lực thấp hơn, nhưng chỉ gián tiếp bằng cách đo lường kiểm soát áp lực khác. Những phép đo gián tiếp phải được hiệu chuẩn đơn vị SI thông qua một phép đo trực tiếp, phổ biến nhất là một đánh giá McLeod 

### Bằng sắt
"Bằng sắt" đồng hồ đo được dựa trên một nguyên tố kim loại cảm biến áp suất lốp đàn hồi dưới tác dụng của một sự khác biệt áp lực trên phần tử. "Bằng sắt" có nghĩa là "không có chất lỏng", và thời hạn ban đầu phân biệt các đồng hồ đo từ các đồng hồ đo thủy tĩnh được mô tả ở trên. Tuy nhiên, đồng hồ đo bằng sắt có thể được sử dụng để đo áp suất của chất lỏng và khí, và họ không phải là loại duy nhất đánh giá rằng có thể hoạt động mà không có chất lỏng. Vì lý do này, họ thường được gọi là "cơ khí" đồng hồ đo trong ngôn ngữ hiện đại. Đồng hồ đo bằng sắt không phụ thuộc vào loại khí được đo, không giống như đồng hồ đo nhiệt và ion hóa, và ít có khả năng gây ô nhiễm hệ thống hơn so với các đồng hồ đo thủy tĩnh. Các phần tử cảm biến áp lực có thể được Bourdon ống, cơ hoành, viên nang, hoặc thiết lập một sau, mà sẽ thay đổi hình dạng để đáp ứng với áp lực của khu vực trong câu hỏi. Độ võng của phần tử cảm biến áp lực có thể được đọc bởi một liên kết kết nối với một cây kim, hoặc nó có thể được đọc bởi một bộ chuyển đổi thứ cấp. Các đầu dò thứ hai phổ biến nhất trong đồng hồ đo chân không hiện đại đo lường sự thay đổi điện dung do sự lệch cơ khí. Đồng hồ đo dựa vào một sự thay đổi trong điện dung thường được gọi là đồng hồ đo Baratron.

#### Bourdon

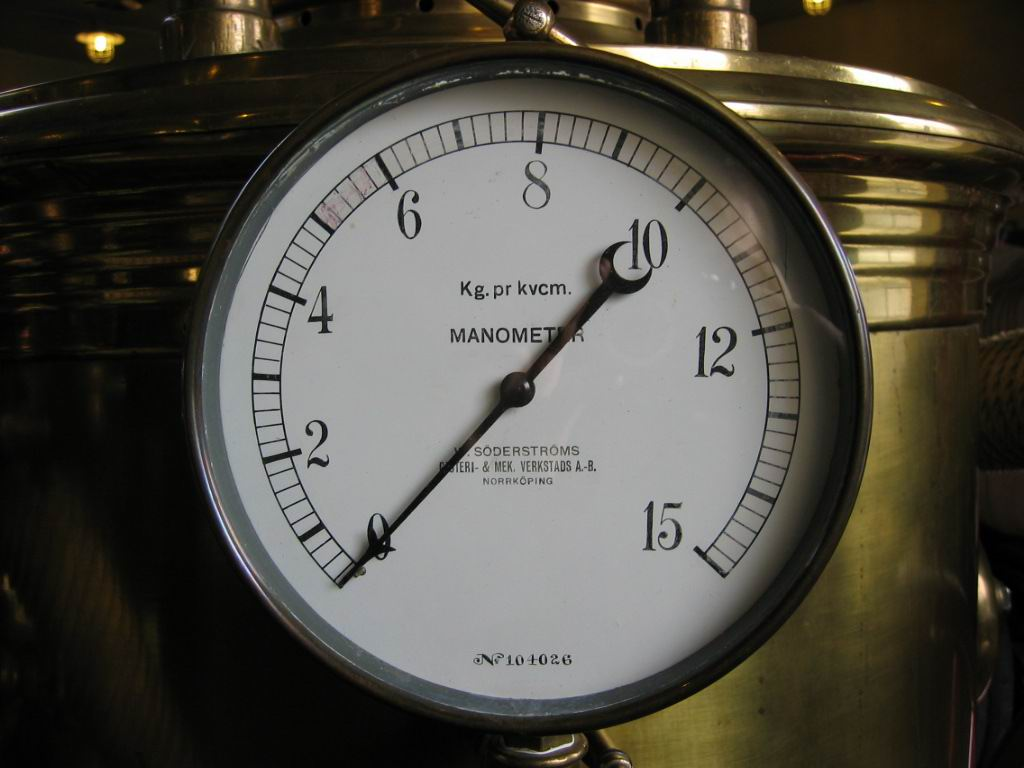
Áp kế loại màng

Bourdon đo áp suất sử dụng nguyên tắc một ống dẹt có xu hướng thay đổi mặt cắt ngang hơn tròn khi áp lực. Mặc dù thay đổi này trong mặt cắt ngang có thể được hầu như không đáng kể, và do đó liên quan đến vừa phải căng thẳng es trong phạm vi đàn hồi của vật liệu một cách dễ dàng hoàn toàn khả thi, căng thẳng của vật liệu ống phóng đại bằng cách hình thành các ống vào một hình dạng C hoặc thậm chí một xoắn, như vậy mà toàn bộ các ống có xu hướng thẳng ra tháo dây đa cuốn, đàn hồi, vì nó là áp lực. Eugene Bourdon cấp bằng sáng chế đánh giá của mình tại Pháp vào năm 1849, và nó đã được chấp nhận rộng rãi bởi vì độ nhạy cao, tuyến tính, và độ chính xác, Edward Ashcroft mua các quyền sáng chế Mỹ Bourdon vào năm 1852 và đã trở thành một nhà sản xuất lớn của đồng hồ đo. Cũng vào năm 1849, Bernard Schaeffer ở Magdeburg, Đức cấp bằng sáng chế một màng chắn thành công (xem bên dưới) áp kế, trong đó, cùng với đánh giá Bourdon, cuộc cách mạng đo áp lực trong ngành công nghiệp. Nhưng vào năm 1875 sau khi Bourdon của bằng sáng chế đã hết hạn, công ty của ông [[Budenberg Máy đo Công ty| Schaeffer và Budenberg cũng sản xuất đồng hồ đo ống Bourdon.
Trong thực tế, một bức tường mỏng dẹt, ống đóng được kết nối vào cuối rỗng vào một ống cố định có chứa các áp lực chất lỏng được đo. Khi tăng áp lực, di chuyển cuối cùng đóng cửa trong một vòng cung, và chuyển động này được chuyển đổi thành chuyển động quay của một phân đoạn (a) thiết bị bởi một liên kết kết nối là thường có thể điều chỉnh. Một thiết bị nhỏ có đường kính bánh răng trên trục con trỏ, do đó chuyển động được phóng đại hơn nữa bởi các tỷ số truyền. Các vị trí của thẻ chỉ số phía sau con trỏ, con trỏ trục vị trí ban đầu, chiều dài liên kết và vị trí ban đầu, tất cả cung cấp phương tiện để hiệu chỉnh con trỏ để chỉ ra phạm vi mong muốn của áp lực cho các biến thể trong hành vi của bản thân ống Bourdon. Chênh áp có thể được đo bằng đồng hồ đo có chứa hai ống Bourdon khác nhau, với các mối liên kết kết nối.
Bourdon ống đo áp kế, liên quan đến áp lực không khí môi trường xung quanh, như trái ngược với áp suất tuyệt đối, chân không được cảm nhận như là một chuyển động đảo ngược. Một số bằng sắt cụ đo khí áp sử dụng ống Bourdon đóng cửa ở cả hai đầu (nhưng hầu hết các màng sử dụng hoặc viên nang, xem dưới đây). Khi áp suất đo được nhanh chóng đập, chẳng hạn như khi đánh giá là gần một máy bơm reprocating, một lỗ hạn chế trong các đường ống kết nối là thường xuyên được sử dụng để tránh mặc không cần thiết trên các bánh răng và cung cấp một đọc trung bình; khi đánh giá toàn bộ có thể rung động cơ học, các trường hợp bao gồm toàn bộ con trỏ và thẻ chỉ có thể được lấp đầy với dầu hoặc glycerin. Đồng hồ đo hiện đại tiêu biểu chất lượng cao cung cấp độ chính xác ± 2% of span, và đánh giá độ chính xác cao đặc biệt có thể được chính xác là 0,1% quy mô đầy đủ 
Trong hình minh họa sau đây phải đối mặt bao gồm minh bạch của các áp lực kết hợp hình và đo chân không đã được gỡ bỏ và cơ chế loại bỏ từ trường hợp. Đánh giá cụ thể này là một chân không kết hợp và đồng hồ đo áp lực được sử dụng để chẩn đoán ô tô:

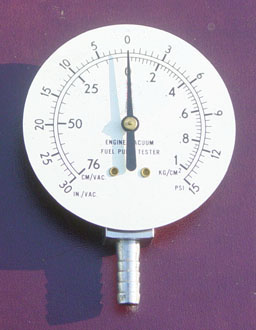
Chỉ số phụ với thẻ và quay số

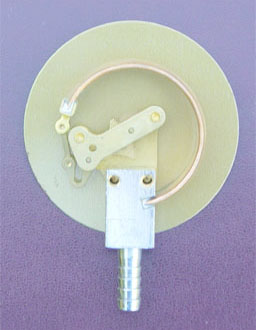
Cơ khí bên với ống Bourdon

* Ở phía bên trái của khuôn mặt, được sử dụng để đo lường Manifold (kỹ thuật ô tô) đa dạng chân không, hiệu chuẩn theo cm thủy ngân trên quy mô bên trong của nó vài Hginch của thủy ngân trên quy mô bên ngoài của nó.
* Phần bên phải của khuôn mặt được sử dụng để đo lường bơm nhiên liệu áp lực và được hiệu chỉnh trong phân số (toán học) | phân số]] của 1 kgf cm vuông/cm ² trên quy mô bên trong của nó vàlb-lực lượng trên mỗi inch vuông|pounds mỗi inch vuông]] trên quy mô bên ngoài của nó.

##### Chi tiết cơ khí
Văn phòng phẩm các bộ phận:

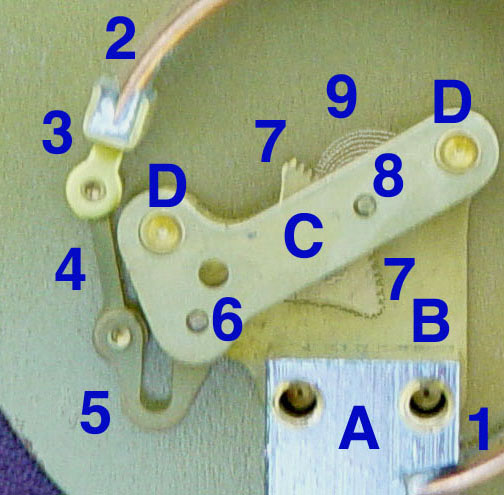
Cơ chi tiết

- A: nhận khối. Điều này tham gia các đường ống đầu vào cuối cố định của các ống Bourdon (1) và đóng chặt các tấm khung (B). Hai lỗ nhận đinh vít an toàn trường hợp.
- B: Chassis tấm. Các thẻ phải đối mặt là kèm theo. Nó chứa lỗ chịu cho trục.
- C: Trung khung tấm. Nó hỗ trợ kết thúc bên ngoài của các trục xe.
- D: Bài viết tham gia và không gian hai tấm khung.

Bộ phận chuyển động:
1. Văn phòng phẩm cuối ống Bourdon. Điều này liên lạc với các đường ống đầu vào thông qua khối thu.
2. Di chuyển cuối cùng của ống Bourdon. Kết thúc này được niêm phong.
3. Pivot và trục pin.
4. Liên kết gia nhập trục pin đòn bẩy (5) với các chân để cho phép quay chung.
5. Lever. Điều này một phần mở rộng về thiết bị ngành (7).
6. Ngành pin trục bánh.
7. Thiết bị ngành.
8. Chỉ số kim trục. Điều này có một thiết bị kích thích có sự tham gia thiết bị khu vực (7) và mở rộng thông qua đối mặt với những ổ đĩa kim chỉ thị. Do khoảng cách ngắn giữa các ông chủ liên kết cánh tay đòn bẩy và pin trục và sự khác biệt giữa bán kính hiệu quả của thiết bị ngành và về thiết bị thúc đẩy, bất kỳ chuyển động của ống Bourdon được khuếch đại. Một chuyển động nhỏ của ống kết quả trong một chuyển động lớn của kim chỉ.
9. Tóc mùa xuân preload đào tạo thiết bị để loại bỏ mi bánh và trễ.

#### Màng

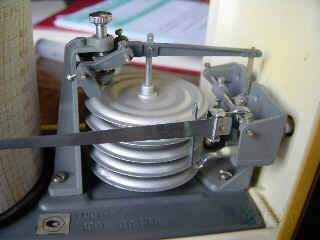
Một đống viên áp lực với màng sóng trong một bằng sắt barograph.

Một loại thứ hai của đánh giá bằng sắt sử dụng lệch của một linh hoạt màng tách biệt các khu vực áp lực khác nhau. Số tiền của độ lệch được lặp lại cho áp lực được biết đến, do đó áp lực có thể được xác định bằng cách sử dụng hiệu chuẩn. Các biến dạng của một màng mỏng là phụ thuộc vào sự khác biệt về áp suất giữa hai mặt của nó. Phải đối mặt với tham chiếu có thể được mở cửa để bầu không khí để đo áp kế, mở một cổng thứ hai để đo áp lực khác biệt, hoặc có thể được niêm phong đối với một chân không hoặc áp tham chiếu cố định khác để đo áp lực tuyệt đối. Biến dạng có thể được đo bằng cách sử dụng các kỹ thuật cơ khí, quang học hoặc điện dung. Màng gốm và kim loại được sử dụng.
Phạm vi hữu ích : trên 10  -2 </ sup> Torr  (khoảng 1 Pa)
Đối với các phép đo tuyệt đối, viên nang áp lực hàn với màng hai bên thường được sử dụng.
Hình dạng:
- Phẳng
- Sóng
- Phẳng ống
- Viên

#### Bellows
Trong đo cảm nhận áp lực hoặc sự khác biệt áp lực, hoặc yêu cầu một áp lực tuyệt đối được đo, thiết bị đào tạo và kim có thể được điều khiển bởi một buồng sau kèm theo và đóng dấu, được gọi là "bằng sắt một", có nghĩa là "không có chất lỏng ". (Đầu thước đo sử dụng một cột chất lỏng như nước hoặc các kim loại chất lỏng thủy ngân. Bị đình chỉ bởi một chân không) Cấu hình này sau được sử dụng trong bằng sắt cụ đo khí áp (phong vũ biểu với một kim chỉ và thẻ quay số), đo độ cao, độ cao ghi các barograph, dụng cụ và độ cao từ xa được sử dụng trong khinh khí cầu thời tiết radiosonde. Các thiết bị này sử dụng buồng kín như là một áp lực tham khảo và được điều khiển bởi áp lực bên ngoài. Dụng cụ máy bay nhạy cảm khác như chỉ số tốc độ không khí và tỷ lệ của các chỉ số lên cao (variometer) đã kết nối cả hai phần nội bộ của buồng bằng sắt và một buồng bao quanh bên ngoài.

## Điện tử cảm biến áp lực
- Piezoresistive Strain Gage

Sử dụng piezoresistive tác dụng của đồng hồ đo sức căng ngoại quan hoặc được hình thành để phát hiện sức căng do áp lực áp dụng.
- Điện dung

Sử dụng một khoang cơ hoành và áp lực để tạo ra một biến tụ để phát hiện ứng suất do áp lực áp dụng.
- Từ

Các biện pháp di dời của cơ hoành bằng cách thay đổi điện cảm (miễn cưỡng), LVDT, Hội trường Effect, hoặc bằng cách dòng xoáy chính.
- Áp điện

Sử dụng hiệu ứng áp điện trong một số vật liệu như thạch anh để đo lường sức căng khi cơ chế cảm biến do áp lực.
- Quang

Sử dụng sự thay đổi vật lý của một sợi quang học để phát hiện căng thẳng do áp lực áp dụng.
- Potentiometric

Sử dụng các chuyển động của một gạt nước dọc theo một cơ chế điện trở để phát hiện sự căng thẳng gây ra bởi áp lực ứng dụng.
- Cộng hưởng

Sử dụng những thay đổi trong tần số cộng hưởng trong một cơ chế cảm biến để đo lường sự căng thẳng, hoặc thay đổi về mật độ khí, gây ra bởi áp lực ứng dụng.

### Nhiệt dẫn
Nói chung, như một khí thực tăng mật độ có thể chỉ ra sự gia tăng áp lực - khả năng của mình để tiến hành tăng nhiệt. Trong loại hình này đánh giá, một sợi dây tóc được làm nóng bởi dòng điện chạy qua nó. Một cặp nhiệt điện kháng Nhiệt độ Detector (RTD) sau đó có thể được sử dụng để đo nhiệt độ của dây tóc. Nhiệt độ này phụ thuộc vào tốc độ mà tại đó sợi mất nhiệt khí xung quanh, và do đó dẫn nhiệt. Một biến thể phổ biến là Pirani đánh giá, sử dụng dây tóc bạch kim duy nhất là yếu tố làm nóng và RTD. Những đồng hồ đo chính xác từ 10 Torr đến 10−3 Torr, nhưng chúng nhạy cảm với các thành phần hóa học của các chất khí được đo.

#### Hai dây
Một cuộn dây được sử dụng như lò sưởi, và khác được sử dụng để đo nhiệt độ gần đó do đối lưu.

#### Pirani (một dây)
Một Pirani đánh giá bao gồm một dây kim loại áp lực được đo. Dây là nóng bởi một dòng điện chạy qua nó và làm mát bằng khí xung quanh nó. Nếu áp suất khí giảm, tác dụng làm mát sẽ giảm, do đó nhiệt độ cân bằng của dây sẽ tăng lên. kháng của dây là một hàm của nhiệt độ của nó: bằng cách đo volt tuổi trên dây và cường độ chảy qua nó, sức đề kháng (và do đó áp suất khí) có thể được xác định. Của đánh giá này được phát minh bởi Marcello Pirani.
Thermocouple đồng hồ đo và đồng hồ đo nhiệt điện trở, làm việc trong một cách tương tự, ngoại trừ một cặp nhiệt điện thermistor được sử dụng để đo nhiệt độ của dây.
Phạm vi hữu ích: 10 -3 - 10 Torr  (khoảng 10-1 - 1000 Pa)

### Đánh giá Đầu báo
Đầu báo đồng hồ đo là đồng hồ đo nhạy cảm nhất đối với áp lực rất thấp (còn được gọi là chân không cứng hoặc cao). Chúng cảm nhận được áp suất gián tiếp bằng cách đo các ion điện sản xuất khí tấn công dồn dập với các điện tử. Ion ít hơn sẽ được sản xuất bởi các loại khí mật độ thấp hơn. Hiệu chuẩn của một máy đo ion là không ổn định và phụ thuộc vào bản chất của các chất khí được đo, mà không phải là luôn luôn được biết đến. Chúng có thể được hiệu chuẩn đối với một McLeod đánh giá là ổn định hơn và độc lập của hóa học khí.
Phát thải nhiệt tạo ra các điện tử, va chạm với các nguyên tử khí và tạo ra ion tích cực. Các ion bị hấp dẫn một cách thích hợp thiên vị điện cực được biết đến như thu. Hiện nay trong thu là tỷ lệ thuận với tỷ lệ ion hóa, mà là một hàm của áp suất trong hệ thống. Do đó, đo dòng thu cho các áp lực khí. Có nhiều loại máy đo ion hóa.
Phạm vi hữu ích: 10-10 -10-3 torr (khoảng 10-8 - 1 -1 Pa)
Hầu hết các đồng hồ đo ion đến trong hai loại: ca-tốt nóng và ca-tốt lạnh, một loại thứ ba đó là nhạy cảm hơn và tốn kém được biết đến như một thước đo rotor quay tồn tại, nhưng không được thảo luận ở đây. Trong đo ion hóa ca-tốt nóng phiên bản, một dây tóc làm nóng bằng điện sản xuất một chùm tia điện tử. Các điện tử đi du lịch thông qua các đánh giá và ion hóa các phân tử khí xung quanh họ. Các ion kết quả được thu thập tại một điện cực âm. Hiện tại phụ thuộc vào số lượng của các ion, mà phụ thuộc vào áp lực trong đánh giá được. Các đồng hồ đo âm cực nóng chính xác từ 10−3 Torr đến 10−10 Torr. Các nguyên tắc đằng sau cathode lạnh phiên bản là như nhau, ngoại trừ rằng các điện tử được sản xuất trong việc thực hiện các một điện áp cao. Đồng hồ đo âm cực lạnh chính xác từ 10−2 Torr đến 10−9 Torr. Đầu báo hiệu chuẩn đánh giá là rất nhạy cảm với xây dựng hình học, thành phần hóa học của khí được đo, ăn mòn và cặn lắng đọng bề mặt. Hiệu chuẩn của họ có thể vô hiệu kích hoạt ở áp suất không khí hoặc chân không thấp. Thành phần của khí ở khoảng trống cao thường sẽ không thể đoán trước, do đó, một khối phổ kế phải được sử dụng trong kết hợp với máy đo ion hóa để đo lường chính xác 

#### Ca-tốt nóng

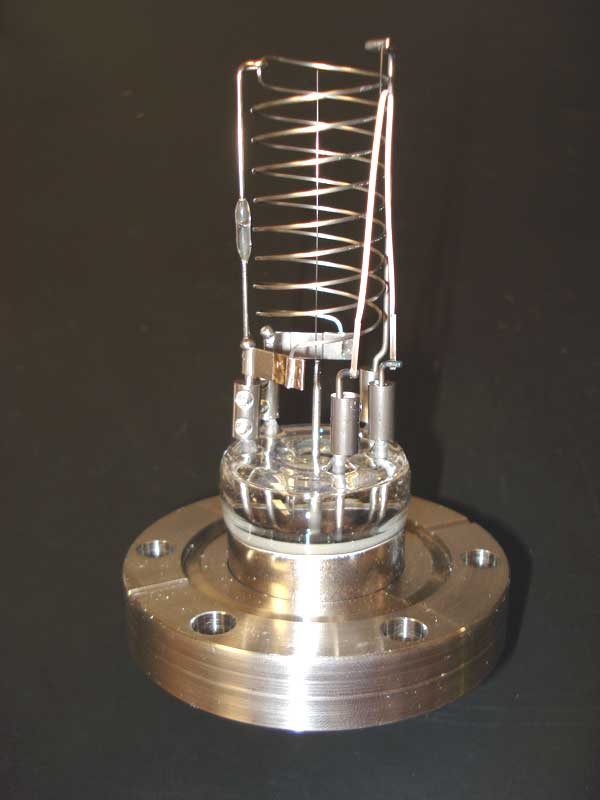
Bayard-Alpert hot-cathode ion hóa đánh giá

Hot-dây tóc ion hóa đánh giá hot-cathode ion hóa đánh giá bao gồm chủ yếu là các điện cực hành động với nhau như một triode, trong đó cathode là dây tóc. Ba điện cực là một nhà sưu tập hoặc tấm, dây tóc, và lưới. Hiện tại thu được đo trong pico amps bởi điện kế. Điện áp dây tóc xuống mặt đất thường có điện thế 30 volts, trong khi điện áp lưới là 180-210 volt DC, trừ khi có một tùy chọn điện tử bắn phá tính năng, bằng cách nung nóng điện lưới, có thể có một tiềm năng cao khoảng 565 volt.
Đánh giá ion phổ biến nhất là các hot cathodeBayard-Alpert đánh giá, với một nhà sưu tập ion nhỏ bên trong lưới điện. Một phong bì thủy tinh với một mở để chân không có thể bao quanh các điện cực, nhưng thường '"Máy đo Nude" được đưa vào trong buồng chân không trực tiếp, các chân được cho ăn thông qua một đĩa gốm sứ trong các bức tường của căn phòng. Hot-cathode đồng hồ đo có thể bị hư hỏng hoặc mất hiệu chuẩn của họ nếu họ tiếp xúc với áp suất khí quyển hay thậm chí chân không thấp trong khi nóng. Các phép đo của một đánh giá hot-cathode ion hóa lôgarít.
Điện tử phát ra từ dây tóc di chuyển nhiều lần trong các phong trào trở lại và ra trên lưới điện trước khi vào lưới. Trong các phong trào này, một số electron va chạm với một phân tử khí để tạo thành một cặp ion và một điện tử (điện tử ion hóa). Số những ion là tỷ lệ thuận với mật độ phân tử khí nhân với dòng điện tử phát ra từ dây tóc, và các ion đổ vào thu để hình thành một dòng ion. Kể từ khi mật độ phân tử khí là tỷ lệ thuận với áp lực, áp lực là ước tính bằng cách đo dòng ion.
Độ nhạy áp suất thấp của đồng hồ đo âm cực nóng được giới hạn bởi hiệu ứng quang điện. Các electron đánh lưới sản xuất x-quang tạo ra tiếng ồn quang điện trong thu ion. Điều này giới hạn phạm vi của các đồng hồ đo cũ hot-cathode 10−8 Torr và Bayard-Alpert khoảng 10−10 Torr. Dây bổ sung tiềm năng cực âm trong đường ngắm giữa các nhà sưu tập ion và lưới điện ngăn chặn hiệu ứng này. Trong các loại hình khai thác các ion không thu hút bởi một sợi dây, nhưng bởi một hình nón mở. Khi các ion không thể quyết định một phần của hình nón hit, họ vượt qua thông qua các lỗ và tạo thành một chùm tia ion. Chùm ion này có thể được thông qua vào một
- Lồng Pha-ra-đây

* Tấm vi kênh dò với Faraday ly
- Tứ cực đại chúng phân tích với Faraday ly
- Tứ cực đại chúng phân tích với vi kênh tấm dò Faraday ly
- Ion lên s và gia tốc, điện áp và hướng vào một mục tiêu để hình thành một bắn mực lên súng. Trong trường hợp này một van cho phép khí vào lồng lưới.

#### Ca-tốt lạnh
Có hai kiểu phụ của lạnh-cathode đồng hồ đo ion hóa: đánh giá Penning (phát minh bởi Frans Michel Penning), và ngược magnetron còn được gọi là một Redhead "đánh giá". Sự khác biệt chính giữa hai là vị trí của anode cathode. Không có sợi nhỏ, và mỗi có thể yêu cầu DC tiềm năng của khoảng 4 kV để hoạt động. Magnetrons đảo ngược có thể đo xuống 1x10−12 Torr.
Tương tự như vậy, đồng hồ đo-cathode lạnh có thể được miễn cưỡng để bắt đầu ở áp suất rất thấp, trong đó sự vắng mặt gần như của một chất khí làm cho nó khó khăn để thiết lập một điện cực hiện tại - đặc biệt là trong đồng hồ đo Penning, sử dụng một lĩnh vực từ trục đối xứng để tạo ra con đường độ dài cho các ion có thứ tự của mét. Trong không khí xung quanh, phù hợp ion-cặp ubiquitously được hình thành bởi bức xạ vũ trụ, trong một đánh giá Penning, các tính năng thiết kế được sử dụng để dễ dàng thiết lập một con đường xả. Ví dụ, các điện cực của một đánh giá Penning là tinh giảm dần để tạo điều kiện thuận lợi cho việc phát thải lĩnh vực điện tử.
Chu kỳ bảo trì của đồng hồ đo cathode lạnh, nói chung, tính bằng năm, tùy thuộc vào loại khí và áp lực mà họ đang hoạt động. Sử dụng một thước đo cathode lạnh khí với các thành phần hữu cơ đáng kể, chẳng hạn như phân số bơm dầu, có thể dẫn đến việc tăng trưởng của các bộ phim carbon tinh tế và mảnh trong đánh giá cuối cùng hoặc ngắn mạch các điện cực đo hoặc cản trở các thế hệ của một con đường xả.

## Calibration
Đồng hồ đo áp lực hoặc trực tiếp hoặc gián tiếp đọc. Thủy tĩnh và đồng hồ đo áp lực đàn hồi đo trực tiếp chịu ảnh hưởng của lực tác dụng trên bề mặt thông lượng hạt sự cố, và được gọi là đồng hồ đo đọc trực tiếp. Các đồng hồ đo nhiệt và ion hóa đọc áp lực gián tiếp bằng cách đo một thuộc tính khí thay đổi một cách dự đoán được với mật độ khí. Các phép đo gián tiếp là dễ bị lỗi nhiều hơn so với các phép đo trực tiếp.
- Chết-trọng lượng thử
- McLeod
- Khối lượng suy nghi + ion hóa

## Transients động
Khi dòng chảy chất lỏng không cân bằng, áp suất cục bộ có thể cao hơn hoặc thấp hơn so với áp suất trung bình trong môi trường. Những rối loạn này tuyên truyền từ nguồn của họ như sự thay đổi áp lực dọc theo con đường của tuyên truyền. Điều này còn được gọi là âm thanh. Áp suất âm thanh tức thời lệch áp lực địa phương từ các áp suất trung bình gây ra bởi một làn sóng âm thanh. Áp suất âm thanh có thể được đo bằng cách sử dụng mai-cờ-rô-phôn trong không khí và một hi-đờ-rô-phôn trong nước. Áp lực âm thanh hiệu quả là root mean square của áp lực âm thanh tức thời trong một khoảng thời gian nhất định. Áp lực âm thanh bình thường nhỏ và thường được biểu diễn trong các đơn vị của microbar.
- Tần số đáp ứng của cảm biến áp suất
- Cộng hưởng

## Tiêu chuẩn Châu Âu (CEN)
- EN 472: Áp kế - Từ vựng.
- EN 837-1: đồng hồ đo áp suất. Đồng hồ đo áp lực ống Bourdon. Kích thước, đo lường, các yêu cầu và thử nghiệm.
- EN 837-2: đồng hồ đo áp suất. Lựa chọn và cài đặt các khuyến nghị cho các đồng hồ đo áp lực.
- EN 837-3: đồng hồ đo áp suất. Cơ hoành và các đồng hồ đo áp lực viên nang. Kích thước, đo lường, yêu cầu, và thử nghiệm.